# 1543年
| 千纪： | 2千纪 |
| 世纪： | 15世纪 \| 16世纪 \| 17世纪                                                                                 |
| 年代： | 1510年代 \| 1520年代 \| 1530年代 \| 1540年代 \| 1550年代 \| 1560年代 \| 1570年代                           |
| 年份： | 1538年 \| 1539年 \| 1540年 \| 1541年 \| 1542年 \| 1543年 \| 1544年 \| 1545年 \| 1546年 \| 1547年 \| 1548年 |
| 纪年： | 癸卯年（兔年）；明嘉靖二十二年；越南莫朝廣和三年，后黎朝元和十一年；日本天文十二年                         |

## 大事记
- 火器傳入日本。
- 菲律宾被命名。
- 维萨里出版《人体的结构》。
- 5月——尼古拉·哥白尼发表《天体运行论》。
- 薩伏依公國聯合神聖羅馬帝國及熱那亞共和國軍隊對尼斯展開了圍城戰（法语：Siège de Nice (1543)），趕走了駐紮於此的法軍及阿爾及利亞盟軍。

## 出生
- 琐南嘉措，三世达赖喇嘛（逝世于1588年）
- 1月31日——德川家康，日本幕府将军（逝世于1616年）
- 張鼎思

## 逝世
- 5月24日——尼古拉·哥白尼，波兰天文学家（出生于1473年）